# Quique Pina
Enrique Pina Campuzano (Murcia, 20 de enero de 1969), más conocido como Quique Pina, es un exfutbolista, empresario y agente deportivo español. Actualmente es consejero delegado del Cádiz Club de Fútbol y como representante suele intervenir en operaciones relacionadas con los futbolistas en España del Udinese Calcio, conjunto que es dirigido por su conocido Gino Pozzo.
Precisamente con la inversión del italiano, Pina fue presidente del Granada C.F hasta el final de la temporada 2015/2016 en la que el club es vendido a un grupo chino. En el Granada CF Pina se ganó el apoyo y el cariño de la afición, que lo considera uno de los mejores presidentes de la historia del club junto a Cándido Gómez.
Fue jugador del club de fútbol local de Barinas, en el que consiguió jugar en Tercera División. Posteriormente fue propietario del Club de Fútbol Ciudad de Murcia, con el que ascendió hasta la Segunda División de España y que vendió posteriormente al empresario granadino Carlos Marsá, que lo convirtió en el Granada 74. 
En 2009 llegó a la presidencia del Granada CF, tras la dimisión de Ignacio Cuerva Valdivia. Durante su mandato, en la temporada 2010-2011, el equipo ascendió a la Primera División del fútbol español. En 2011 también  asumió la dirección deportiva del Cádiz CF que no pudo cumplir con su objetivo de ascender a Segunda. Después de quedarse sin cargo en el Granada Pina volvió al Cádiz en la temporada 2016/2017. Fue por ser miembro de Locos por el Balón, sociedad que tiempo atrás había comprado el club pero en la que no podía figurar por estar ejerciendo en el Granada. En el conjunto gaditano siempre colisionó con el presidente Manolo Vizcaíno.
El 31 de enero de 2018 es detenido por la UDEF en una operación contra el blanqueo de capitales.